# Walter Schoeller
Walter Schoeller (* 12. Mai 1889 in Zürich; † 16. Mai 1979 in Brunnen) war ein Schweizer Textilunternehmer, Sportler und Sportfunktionär.

## Leben und Wirken

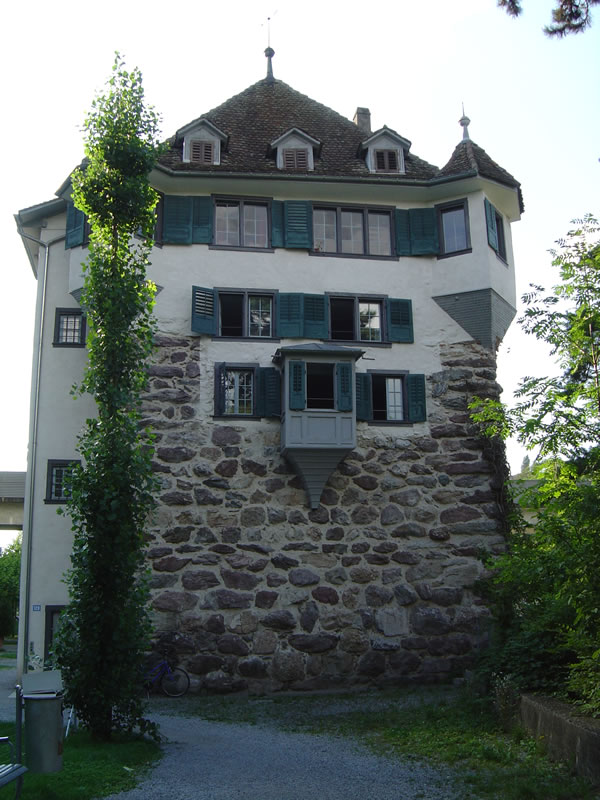
Hardturm, Wohn- und Geschäftshaus der Familie Schoeller

Logo Grasshopper Club Zürich

Walter Schoeller stammt von der Linie der rheinischen Unternehmerfamilie Schoeller ab, die 1865 in die Schweiz gezogen war, um dort neue Märkte zu erschliessen. So war es Walters Grossvater, Rudolf Wilhelm Schoeller (1827–1902), Sohn des Dürener Unternehmers Leopold Schoeller, der die familieneigene Schoeller’sche Kammgarnspinnerei aus Breslau in die Schweiz verlagert hatte und in Schaffhausen, Derendingen sowie auf dem Areal am Hardturm in Zürich neue Fabriken gründete. Caesar Schoeller (1853–1918), Sohn des Rudolf Wilhelm und Vater von Walter, erweiterte den Bestand am Hardturm, den er ab 1882 zugleich als Wohn- und Versammlungsraum erwarb, noch um eine Tuchfärberei. Schliesslich war es auch Caesar Schoeller, der für den 1886 neu gegründeten Fussballclub Grasshopper Club Zürich (GCZ) das entsprechende Areal für einen Stadionbau an der Hardturmstrasse 321 organisierte.
In diesem unternehmerischen und sportlichen Umfeld entwickelte sich bei Walter Schoeller schon während seiner Jugendzeit die Neigung zum Leistungssport. Er schloss sich früh den Grasshoppers an und durchlief zunächst eine erfolgreiche Karriere als Ruderer. Neben zwei nationalen Titeln wurde er zusammen mit Hans Walter, Max Rudolf, Paul Schmid und Charles Muhr als Steuermann in den Jahren 1912 und 1913 in Genf Europameister im Vierer mit Steuermann. Im Achter errang er in unterschiedlicher Besetzung 1912 den Europameistertitel und 1911 in Como und 1913 die Vizeeuropameisterschaft.
Anschliessend widmete er sich dem Tennissport und schaffte hier 1918 und 1922 den Titel eines Schweizer Meisters im Einzel sowie 1918 den eines internationalen Schweizer Champions im Herren- und gemischten Doppel. Doch auch dies war dem vielseitigen Sportler nicht genug. Neben seinen Aktivitäten im Rudern und Tennis gehörte er schon sehr früh der Fussballabteilung an und stand als Mittelläufer in der Mannschaft, die 1921 die nationalen Meisterschaften gewann.
Nachdem 1924 die Sektion Landhockey im GCZ gegründet worden war, fand Schoeller auch an dieser Sportart Gefallen und erreichte trotz seinem jetzt schon für einen Sportler fortgeschrittenen Alter in den Jahren 1926 und 1927 den Gewinn der Landesmeisterschaften.
Walter Schoeller, der inzwischen die Ausbildung zum Unternehmensleiter erfolgreich durchlaufen hatte und zusammen mit seinem Vetter Arthur Friedrich Schoeller (1881–1953) in die Geschäftsführung der unter Schoeller Switzerland firmierenden verschiedenen schweizerischen Familienunternehmen aufgestiegen war, sprang 1934 «seinem» Grasshopper Club zur Seite, als nach einem verheerenden Stadionbrand der Club in finanzielle Bedrängnis kam. Schoeller erwarb das Stadion, stellte es dem GCZ für 45 Jahre zur freien Nutzung zur Verfügung und ermöglichte so dem Club sowohl den Neuaufbau des Stadions als auch die weiteren laufenden Kosten zu tragen.
Im gleichen Jahr wurde Schoeller, der bereits von 1910 bis 1913 und im Jahr 1915 Präsident der Fussballsektion war, zum Zentralpräsidenten des Clubs gewählt, ein Ehrenamt, welches er bis 1976 bekleidete. Anschliessend ernannte ihn der Club am 31. März 1976 zu seinem Ehrenpräsidenten. Noch bis ins hohe Alter war Schoeller, der in Freundeskreises nur «Mister GC» genannt wurde, sportlich aktiv und übte seine verschiedenen Ämter wie früher auch seine Sportarten mit äusserster Disziplin und Gewissenhaftigkeit aus. Ihm zu Ehren wurde Ende der sechziger Jahre der Schoeller-Cup initiiert, der sich bis heute zum grössten Hallentennis-Turnier der Senioren in der Schweiz entwickelt hat.
Nachdem Schoeller nach dem Tod seines Geschäftspartners Arthur Friedrich Schoeller, auch ein Enkel von Rudolf Wilhelm Schoeller, im Jahre 1953 mittlerweile Alleininhaber des Textil- und Wollgarnimperiums geworden war, legte er sein Unternehmen in den sechziger Jahren in die Hände der befreundeten Unternehmerfamilie Albers, die dieses anschliessend als Albers & Co weiterführte. Seinen persönlichen Freund und Ziehsohn Uli Albers führte Schoeller dabei zusätzlich in das Management des Grasshopper Clubs ein. 1993 traten Sohn Vincent Albers und Neffe Franz Albers als geschäftsführende Partner in die Firma ein.